# Pituysisk murödla
Pituysisk murödla (Podarcis pityusensis) är en art i familjen egentliga ödlor som är ursprunglig för öarna Ibiza och Formentera som hör till ögruppen Pityuserna. 

## Kännetecken
Färgteckningen hos hanarna är oftast blå och både hanar och honor är mönstrade med svarta ränder och prickar. Grönaktiga och brunaktiga färger förekommer också. Kroppsbyggnaden är slank och längden är upp till 21 centimeter, inklusive svansen. Det finns flera olika underarter, då de steniga öarna där den lever har isolerat de olika populationerna från varandra. 

## Utbredning
Arten förekommer på öarna Ibiza och Formentera, inklusive några närbelägna småöar, upp till en höjd av 475 meter över havet. Den har även introducerats till Mallorca.

## Levnadssätt
Ödlan är marklevande och kan hittas i vegetation, till exempel i trädgårdar, men också i stenig terräng, där den livnär sig på insekter.